# Benjamino Valsecchi
Benjamino Valsecchi (* 10. Juli 1928; † 8. Mai 2008 im Tessin) war ein Schweizer Turner und Gründer der wohltätigen Clowngruppe «Team Benefico».

## Leben
Der gelernte Steinmetz war Oberturner der Unione Sportiva Ascona. Er holte mit seinem Verein 33 Schweizer-Meister-Titel im Sektionsturnen und sicherte sich in den späten achtziger Jahren beim Schaffhauser Munotcup zahlreiche Disziplinensiege.
1995 gründete «Mino» Valsecchi die Clowngruppe «Team Benefico», mit der er bei mehr als 400 Auftritten 360.000 Schweizer Franken (220.000 Euro) für Kinder mit cerebraler Bewegungsstörung und die Schweizerische Paraplegikerstiftung sammelte.